# Gasparo Contarini
Gasparo Contarini (Venezia, 16 ottobre 1483 – Bologna, 24 agosto 1542) è stato un cardinale e vescovo cattolico italiano.

## Biografia

### Origini

Stemma Contarini

Gasparo Contarini era il primogenito di Alvise di Federico Contarini, del ramo della Madonna dell'Orto, e di Polissena di Tommaso Malipiero. Apparteneva a una delle più antiche, più potenti e più ricche famiglie del patriziato veneziano: la famiglia Contarini.

### Formazione
Ricevette una formazione elementare (grammatica, retorica e abaco) da un precettore stipendiato molto probabilmente a domicilio nel palazzo Contarini, nei pressi della chiesa della Madonna dell'Orto nel sestiere di Cannaregio e in compagnia dei nipoti di Francesco Zorzi.
All'età di dodici anni iniziò a frequentare la Scuola d'umanità di San Marco. Quest'ultima non era quella omonima gestita dalla cancelleria ducale situata nei pressi del palazzo dei Dogi dove la Repubblica formava i suoi migliori funzionari, ma la scuola presso il campaniel.
Le lezioni della scuola di San Marco si svolgevano nei pressi di piazza San Marco e vi insegnavano degli stipendiati dal Pubblico tra cui Marc'Antonio Coccio detto Sabellico (1436-1505) e Giorgio Valla (†1500), specialista dei naturalisti greci e membro dell'Accademia Aldina.
In questo periodo Giorgio Valla iniziò il giovane Contarini ad una forma di sapere aperta fondata sulla fusione stretta tra bonæ litteræ, scienze e filosofia e al gusto per una unità della conoscenza umana.
Erasmo la definirà come quell'armonia tra la summam morum innocentiam e l'eruditionis et sapentiantiæ arcem.
Questa formazione aperta e tollerante permise al giovane allievo di farsi l'idea che le opinioni, al di là che possano apparire divergenti, in realtà si possono combinare e le dottrine filosofiche non debbano obbligatoriamente escludersi.
Lo storico Aldo Stella definiva la forma mentis del cardinale Contarini: "nonostante fosse stato quasi un autodidatta in teologia, ebbe sempre come norma di comportamento quella di cercare ciò che univa, anziché gli spunti di attrito e di astiosa polemica".
Giorgio Valla, inoltre, fece entrare il giovane Contarini nel circolo della "bottega" d'Aldo Manuzio e del suo dinamismo intellettuale, culturale e editoriale. In questa occasione, Contarini fece conoscenza con gli ellenisti dell'epoca: Giovanni Battista Cipelli, Paolo Canal, Marco Musuro, e altri intellettuali occupati a correggere o rivedere le opere che uscivano dalla stampa. Molto probabilmente, si può presumere che il giovane Contarini abbia potuto incontrare Erasmo durante il soggiorno di quest'ultimo nella casa di Aldo Manuzio tra aprile e dicembre del 1508.
In seguito, secondo Ludovico Beccadelli e Franz Dittrich, a causa della morte del suo maestro Giorgio Valla nel gennaio 1500, Contarini avrebbe assistito alle lezioni di logica di Antonio Giustinian e Lorenzo Bragadin alla Scuola di Rialto. Quest'ultima rappresentava la tendenza filosofica aristotelico-averroistica, naturalistica e scientifica della cultura veneziana ed era in netta contrapposizione con l'orientamento platonico, umanistico-filosofico e moralistico-religioso della scuola di S. Marco.
Nel 1501 si recò a completare la sua formazione a Padova. L'iscrizione di Contarini all'Università di Padova, è bene documentata negli Acta Graduum Gymnasii patavini, dove il futuro diplomatico e cardinale, segue delle lezioni alla facoltà delle Arti, malgrado la volontà del padre di destinare il suo primogenito al commercio come di tradizione a Venezia.
A Padova, Contarini segue le lezioni di retorica greca del cretese Marco Musuro, di latino da Giovanni Calfurnio, di matematica e d'astronomia da Benedetto Tiriaca e di filosofia naturale dai filosofi aristotelici Pietro Pomponazzi e Alessandro Achillini.

### Cardinale

De republica Venetorum, 1626 (Fondazione Mansutti, Milano)

Successivamente, lavorò per la Serenissima fino a diventare ambasciatore presso la corte del potente imperatore Carlo V d'Asburgo e poi presso la Santa Sede. La sua storia personale si intreccia con quella del Concilio di Trento: ai tempi in cui soggiornava in Germania capì infatti, come pochi, che la ribellione di Lutero non poteva essere risolta con bolle papali o reprimende. Lucidamente avvertiva l'esigenza di una seria riforma della curia romana.
Papa Paolo III Farnese lo creò cardinale nel concistoro del 21 maggio 1535 - senza averlo preventivamente avvertito di tale scelta - insieme ad un'altra importante figura come Giampietro Carafa, divenuto in seguito egli stesso pontefice (Paolo IV - 1555-1559). Eletto nel frattempo vescovo di Belluno, il Contarini rappresentava l'ala riformatrice più moderata del collegio cardinalizio (nel 1536 era stato messo a presiedere la commissione Consilium de emendanda Ecclesia) e, forse per questo, venne inviato a Ratisbona nel 1541 per trovare un accordo con i rappresentanti dei Luterani: Melantone e Bucero. L'incontro sembrava destinato a fallire ed infatti fallì, giacché tra protestanti e cattolici cominciava oramai ad aprirsi un baratro sempre più profondo, destinato a provocare uno scisma. Con il fallimento dell'incontro di Ratisbona e la vittoria dell'ortodossia cattolica al concilio tridentino si apriva la strada ad una politica papale di chiusura verso tutti i potenziali nemici. Protestanti ma anche eretici. Allora bastava mettere in dubbio la transustanziazione o il primato papale sui vescovi per essere tacciato di eresia.
Fu grande amico del cardinale Reginald Pole, legato pontificio in Inghilterra.
A Ratisbona i protestanti e cattolici si bloccarono sul problema della giustificazione. Lutero era convinto che per salvare l'anima era necessaria la fede data da Dio. I cattolici difendevano le preghiere e le opere buone, oltre che la fede, come viatico per la salvezza. Il Contarini cercò di affilare le armi della diplomazia ma, ritornato a Roma si dovette difendere dall'accusa di essere in odore di eresia.
Morì all'età di 58 anni a Bologna, ove era stato inviato come legato papale incaricato del governo civile.

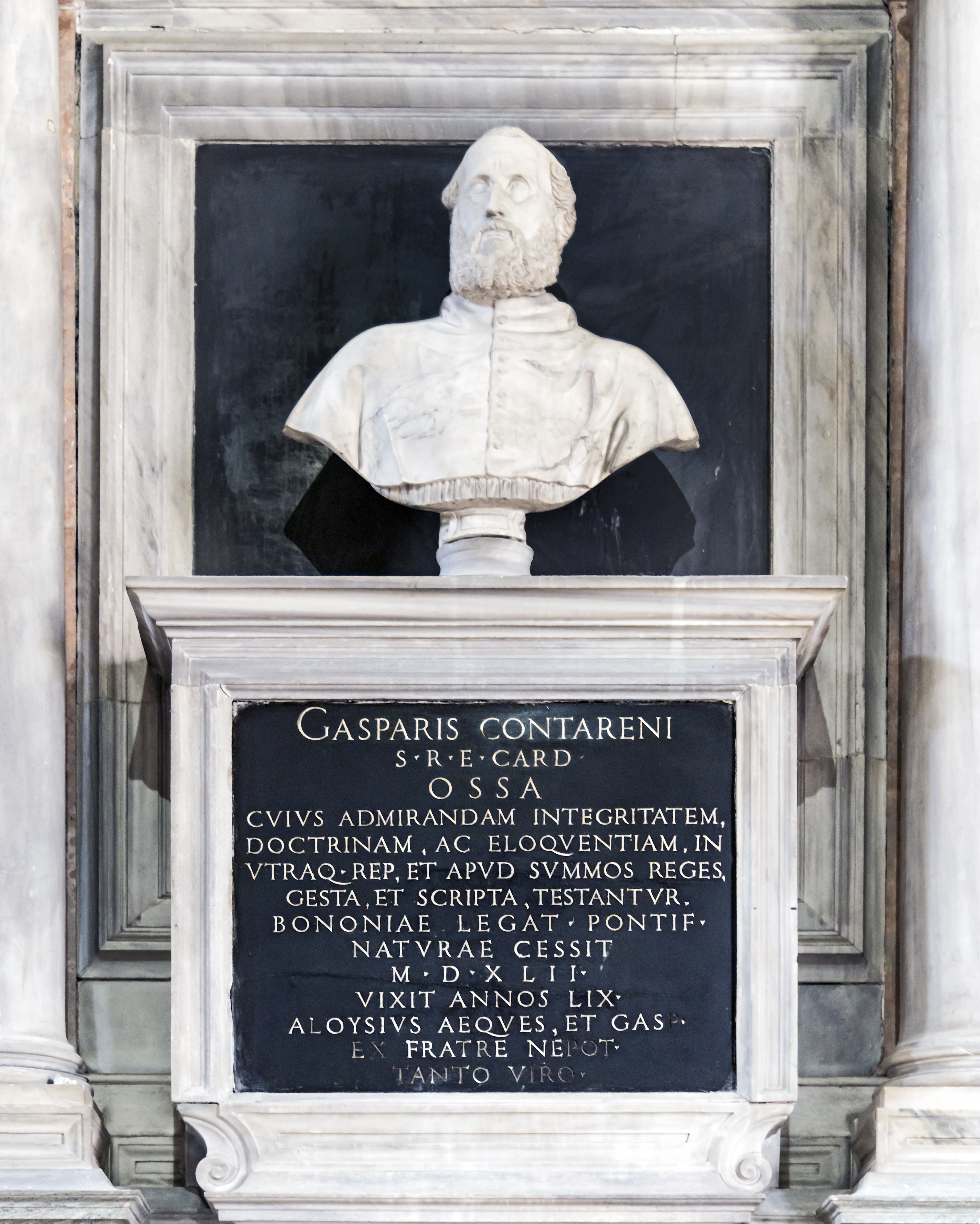
La sua tomba nella chiesa della Madonna dell'Orto

## Genealogia episcopale
La genealogia episcopale è:
- Cardinale Guillaume d'Estouteville, O.S.B.Clun.
- Papa Sisto IV
- Papa Giulio II
- Cardinale Raffaele Sansone Riario
- Papa Leone X
- Papa Paolo III
- Cardinale Gasparo Contarini